# 蒙科尔内伊-格拉藏
蒙科尔内伊-格拉藏（法語：Moncorneil-Grazan，法語發音：[mɔ̃kɔʁnɛj ɡʁazɑ̃]）是法国热尔省的一个市镇，属于欧什区。该市镇于1821年由原市镇前蒙科尔内伊（Montcorneil-Devant）、后蒙科尔内伊（Moncorneil-Derrière）和格拉藏（Grazan）合并而成。

## 地理
蒙科尔内伊-格拉藏（43°27'11"N, 0°39'13"E）面积7.09 平方千米，位于法国奧克西塔尼大區热尔省，该省份为法国西南部内陆省份，北起顺时针与洛特-加龙省、塔恩-加龙省、上加龙省、上比利牛斯省、大西洋比利牛斯省和朗德省接壤。
与蒙科尔内伊-格拉藏接壤的市镇（或旧市镇、城区）包括：贝勒加德、贝特卡沃-阿甘、普伊卢布兰、塔舒瓦尔。

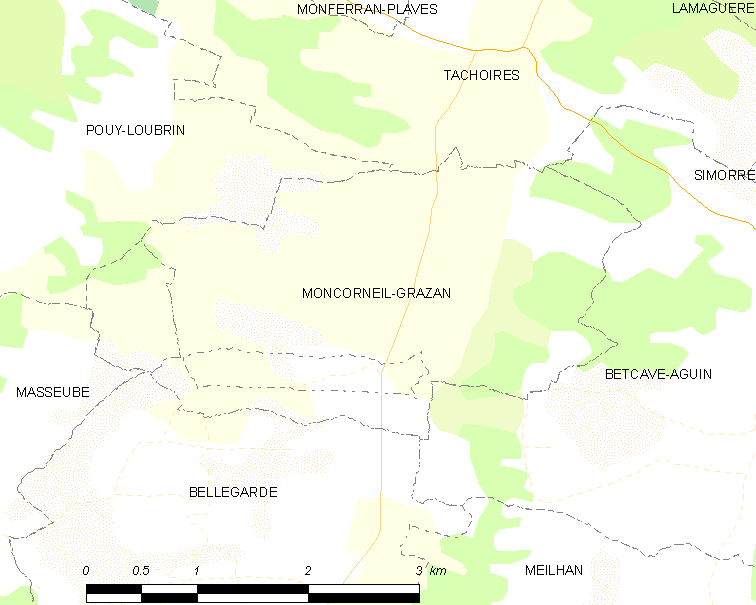
蒙科尔内伊-格拉藏的OSM定位图

蒙科尔内伊-格拉藏的时区为UTC+01:00、UTC+02:00（夏令时）。

## 行政
蒙科尔内伊-格拉藏的邮政编码为32260，INSEE市镇编码为32266。

## 政治
蒙科尔内伊-格拉藏所属的省级选区为阿斯塔拉克-日莫讷县。

## 人口

1962-2008年间蒙科尔内伊-格拉藏人口变化图示

蒙科尔内伊-格拉藏于2022年1月1日时的人口数量为147人。